# Діокл Кнідський
Діокл Кнідський (дав.-гр. Διοκλῆς από τον Κνίδος; не раніше III століття до н. е.) — давньогрецький філософ школи Платона, який походив зі спартанської колонії Кніда, яка розташовувалась на Тріопійському мисі регіону Карія. Його твори не збереглися.
Згідно з Євсевієм Кесарійським Діокл написав твір під назвою «Дискусія» (дав.-гр. Λίβελλος, (лат. Diatribe), у якому він жахався, що послідовники філософа Феодора Атеїста з Кирени і його учня, софіста Біона Борисфенського, які нападають на філософів і не прагнуть в цьому вибачатися. А от скептик Аркесілай,, щоб уникнути неприємностей ніколи не припускати доказовості будь-якої догми висунув концепцію «тривоги судження» як захист, як чорнило, що викидають при загрозі нападу каракатиці.
Відомі роки життя згадуваних філософів, тому можна припустити, що Діокл був їхнім сучасником, або жив після них.